# 中華民國國立高級中等學校列表
中華民國國立高級中等學校列表列出所有中華民國國立的普通型、技術型與綜合型高級中等學校，現有143所高級中等學校。

## 臺北市
| # | 學校名稱                     | 學校地址                          | 校地   | 網址                                                | 備註               |
| 1 | 國立臺灣師範大學附屬高級中學 | [106] 大安區和安里信義路三段143號 | 83,925 | https://www.hs.ntnu.edu.tw/ （页面存档备份，存于）  | 附屬學校、完全中學 |
| 2 | 國立政治大學附屬高級中學     | [116] 文山區政大里政大一街353號   | 20,635 | https://www.ahs.nccu.edu.tw/ （页面存档备份，存于） | 附屬學校、完全中學 |

## 新北市
| # | 學校名稱             | 學校地址                   | 校地    | 網址                                                  | 備註     |
| 1 | 國立華僑高級中等學校 | [220] 板橋區大觀路一段32號 | 120,784 | https://www.nocsh.ntpc.edu.tw/ （页面存档备份，存于） | 綜合高中 |

## 桃園市
| # | 學校名稱                                 | 學校地址                    | 校地    | 網址                                                | 備註     |
| 1 | 國立中央大學附屬中壢高級中學             | [320] 中壢區三光路115號     | 82,330  | https://www.clhs.tyc.edu.tw/ （页面存档备份，存于） | 附屬學校 |
| 2 | 國立臺北科技大學附屬桃園農工高級中等學校 | [330] 桃園區成功路二段144號 | 251,588 | https://www.tyai.tyc.edu.tw/ （页面存档备份，存于） | 附屬學校 |

## 臺中市
| # | 學校名稱                         | 學校地址                | 校地      | 網址                                                | 備註               |
| 1 | 國立中興大學附屬高級中學         | [412] 大里區東榮路369號 | 32,003    | https://www.dali.tc.edu.tw/ （页面存档备份，存于）  | 附屬學校           |
| 2 | 國立中興大學附屬臺中高級農業學校 | [401] 東區台中路283號   | 1,091,128 | https://www.tcavs.tc.edu.tw/ （页面存档备份，存于） | 附屬學校           |
| 3 | 國立中科實驗高級中學             | [428] 大雅區平和路227號 | 39,357    | https://www.nehs.tc.edu.tw/ （页面存档备份，存于）  | 完全中學、實驗高中 |

## 臺南市
| #  | 學校名稱                             | 學校地址                      | 校地    | 網址                                                 | 備註                             |
| 1  | 國立臺南女子高級中學                 | [700] 中西區大埔街97號        | 55,386  | https://www.tngs.tn.edu.tw/ （页面存档备份，存于）   | 女校，音樂班兼收男生             |
| 2  | 國立臺南家齊高級中等學校             | [700] 中西區健康路一段342號   | 19,947  | https://www.ccsh.tn.edu.tw/ （页面存档备份，存于）   |                                  |
| 3  | 國立臺南第一高級中學                 | [701] 東區民族路一段1號       | 84,798  | https://www.tnfsh.tn.edu.tw/ （页面存档备份，存于）  | 男校，科學班兼收女生             |
| 4  | 國立臺南第二高級中學                 | [704] 北區北門路二段125號     | 66,202  | https://www.tnssh.tn.edu.tw/ （页面存档备份，存于）  | 男校，美術班兼收女生，現男女合校 |
| 5  | 國立臺南大學附屬高級中學             | [710] 永康區中山南路948號     | 327,181 | https://www.tntcsh.tn.edu.tw/ （页面存档备份，存于） | 附屬學校、綜合高中               |
| 6  | 國立南科國際實驗高級中學             | [741] 新市區大順六路12巷6號   | 58,677  | https://www.nnkieh.tn.edu.tw/ （页面存档备份，存于） | 完全中學、實驗中學               |
| 7  | 國立新豐高級中學                     | [711] 歸仁區中正北路148號     | 77,619  | https://www.sfsh.tn.edu.tw/ （页面存档备份，存于）   | 綜合高中                         |
| 8  | 國立新化高級中學                     | [712] 新化區忠孝路2號         | 62,240  | https://www.hhsh.tn.edu.tw/ （页面存档备份，存于）   |                                  |
| 9  | 國立北門高級中學                     | [722] 佳里區269號             | 74,283  | https://www.bmsh.tn.edu.tw/ （页面存档备份，存于）   |                                  |
| 10 | 國立新營高級中學                     | [730] 新營區民權路101號       | 55,691  | https://w3.hysh.tn.edu.tw/ （页面存档备份，存于）    |                                  |
| 11 | 國立後壁高級中學                     | [731] 後壁區嘉苳里下茄苳132號 | 97,431  | https://www.hpsh.tn.edu.tw/ （页面存档备份，存于）   | 綜合高中                         |
| 12 | 國立善化高級中學                     | [741] 善化區大成路195號       | 73,104  | https://www.shsh.tn.edu.tw/ （页面存档备份，存于）   |                                  |
| 13 | 國立臺南高級商業職業學校             | [702] 南區健康路一段327號     | 32,978  | https://www.tncvs.tn.edu.tw/ （页面存档备份，存于）  |                                  |
| 14 | 國立臺南高級海事水產職業學校         | [708] 安平區世平路1號         | 63,174  | https://www.tnvs.tn.edu.tw/ （页面存档备份，存于）   |                                  |
| 15 | 國立成功大學附屬臺南工業高級中等學校 | [710] 永康區中山南路193號     | 212,083 | https://www.ptivs.tn.edu.tw/ （页面存档备份，存于）  |                                  |
| 16 | 國立新化高級工業職業學校             | [712] 新化區信義路54號        | 77,157  | https://www.hhvs.tn.edu.tw/ （页面存档备份，存于）   | 綜合高中                         |
| 17 | 國立玉井高級工商職業學校             | [714] 玉井區中正路18號        | 44,980  | https://www.ycvs.tn.edu.tw/ （页面存档备份，存于）   | 綜合高中                         |
| 18 | 國立曾文高級農工職業學校             | [721] 麻豆區南勢里1號         | 133,212 | https://www.twivs.tn.edu.tw/ （页面存档备份，存于）  | 綜合高中                         |
| 19 | 國立曾文高級家事商業職業學校         | [721] 麻豆區和平路9號         | 69,595  | https://www.twvs.tn.edu.tw/ （页面存档备份，存于）   | 綜合高中                         |
| 20 | 國立北門高級農工職業學校             | [722] 佳里區117號             | 112,984 | https://www.pmai.tn.edu.tw/ （页面存档备份，存于）   | 綜合高中                         |
| 21 | 國立新營高級工業職業學校             | [730] 新營區中正路68號        | 40,883  | https://www.hyivs.tn.edu.tw/ （页面存档备份，存于）  |                                  |
| 22 | 國立白河高級商工職業學校             | [732] 白河區新興路528號       | 64,171  | https://www.phvs.tn.edu.tw/ （页面存档备份，存于）   |                                  |

## 高雄市
| #  | 學校名稱                             | 學校地址                    | 校地    | 網址                                                  | 備註               |
| 1  | 國立中山大學附屬國光高級中學         | [811] 楠梓區後昌路512號     | 17,951  | https://kksh.nsysu.edu.tw/ （页面存档备份，存于）     | 附屬學校、完全中學 |
| 2  | 國立高雄師範大學附屬高級中學         | [802] 苓雅區凱旋二路89號    | 18,685  | https://www.nknush.kh.edu.tw/ （页面存档备份，存于）  | 附屬學校、完全中學 |
| 3  | 國立鳳山高級中學                     | [830] 鳳山區光復路二段130號 | 69,937  | https://www.fssh.khc.edu.tw/ （页面存档备份，存于）   |                    |
| 4  | 國立鳳山高級商工職業學校             | [830] 鳳山區文衡路51號      | 69,971  | https://www.fsvs.khc.edu.tw/ （页面存档备份，存于）   |                    |
| 5  | 國立鳳新高級中學                     | [830] 鳳山區新富路257號     | 64,945  | https://www.fhsh.khc.edu.tw/ （页面存档备份，存于）   |                    |
| 6  | 國立岡山高級中學                     | [820] 岡山區公園路52號      | 43,532  | https://www.kssh.khc.edu.tw/ （页面存档备份，存于）   |                    |
| 7  | 國立岡山高級農工職業學校             | [820] 岡山區岡山路533號     | 118,050 | https://www.ksvs.khc.edu.tw/ （页面存档备份，存于）   |                    |
| 8  | 國立旗美高級中學                     | [842] 旗山區樹人路21號      | 45,353  | https://www.cmsh.khc.edu.tw/ （页面存档备份，存于）   | 附設職業類科       |
| 9  | 國立旗山高級農工職業學校             | [842] 旗山區旗甲路一段195號 | 115,732 | https://www.csvs.khc.edu.tw/ （页面存档备份，存于）   |                    |
| 10 | 國立高雄餐旅大學附屬餐旅高級中等學校 | [812] 小港區松和路40號      | 29,800  | https://nkhhs.kmhjh.kh.edu.tw/ （页面存档备份，存于） | 附屬學校、完全中學 |
| 11 | 國立高科實驗高級中等學校             | [825] 橋頭區                |         |                                                       |                    |

## 臺灣省

### 基隆市
| # | 學校名稱                                 | 學校地址                | 校地    | 網址                                                 | 備註                   |
| 1 | 國立基隆女子高級中學                     | [201] 信義區東信路324號 | 39,209  | https://www.klgsh.kl.edu.tw/ （页面存档备份，存于）  | 女校                   |
| 2 | 國立基隆高級中學                         | [205] 暖暖區源遠路20號  | 100,194 | https://www.klsh.kl.edu.tw/ （页面存档备份，存于）   | 男女合校               |
| 3 | 國立臺灣海洋大學附屬基隆海事高級中等學校 | [202] 中正區祥豐街246號 | 62,750  | https://www.klms.ntou.edu.tw/ （页面存档备份，存于） | 附屬學校、附設進修學校 |
| 4 | 國立基隆高級商工職業學校                 | [206] 七堵區東新街22號  | 41,472  | https://www.klcivs.kl.edu.tw/ （页面存档备份，存于） | 綜合高中，附設進修學校 |

### 新竹縣
| # | 學校名稱         | 學校地址                | 校地   | 網址                                                 | 備註         |
| 1 | 國立竹東高級中學 | [310] 竹東鎮大林路2號   | 66,407 | https://www.ctsh.hcc.edu.tw/ （页面存档备份，存于）  |              |
| 2 | 國立關西高級中學 | [306] 關西鎮中山東路2號 | 71,777 | https://www.khvs.hcc.edu.tw/ （页面存档备份，存于）  | 綜合高中     |
| 3 | 國立竹北高級中學 | [302] 竹北市中央路3號   | 46,378 | https://www.cpshs.hcc.edu.tw/ （页面存档备份，存于） | 附設職業類科 |

### 新竹市
| # | 學校名稱                         | 學校地址                  | 校地   | 網址                                                | 備註                 |
| 1 | 國立新竹科學園區實驗高級中等學校 | [300] 東區介壽路300號     | 86,000 | https://www.nehs.hc.edu.tw/ （页面存档备份，存于）  | 完全中學、實驗中學   |
| 2 | 國立新竹女子高級中學             | [300] 東區中華路二段270號 | 38,033 | https://www.hgsh.hc.edu.tw/ （页面存档备份，存于）  | 女校，美術班兼收男生 |
| 3 | 國立新竹高級中學                 | [300] 東區學府路36號      | 94,668 | https://www.hchs.hc.edu.tw/ （页面存档备份，存于）  | 男校，音樂班兼收女生 |
| 4 | 國立新竹高級商業職業學校         | [300] 東區學府路128號     | 82,138 | https://www.hccvs.hc.edu.tw/ （页面存档备份，存于） | 綜合高中             |
| 5 | 國立新竹高級工業職業學校         | [300] 東區中華路二段2號   | 36,766 | https://www.hcvs.hc.edu.tw/ （页面存档备份，存于）  | 綜合高中             |

### 苗栗縣
| # | 學校名稱                 | 學校地址                     | 校地    | 網址                                                  | 備註                             |
| 1 | 國立苗栗高級中學         | [360] 苗栗市至公路183號      | 35,236  | https://www.mlsh.mlc.edu.tw/ （页面存档备份，存于）   |                                  |
| 2 | 國立竹南高級中學         | [350] 竹南鎮中正路98號       | 42,764  | https://www.cnsh.mlc.edu.tw/ （页面存档备份，存于）   | 附設職業類科                     |
| 3 | 國立卓蘭高級中等學校     | [369] 卓蘭鎮老161號          | 80,264  | https://www.jlsh.mlc.edu.tw/ （页面存档备份，存于）   | 完全中學、附設職業類科、進修學校 |
| 4 | 國立苑裡高級中學         | [358] 苑裡鎮育才街100號      | 34,424  | https://www.ylsh.mlc.edu.tw/ （页面存档备份，存于）   |                                  |
| 5 | 國立大湖高級農工職業學校 | [364] 大湖鄉大寮村竹高屋68號 | 97,428  | https://www.thvs.mlc.edu.tw/ （页面存档备份，存于）   |                                  |
| 6 | 國立苗栗高級農工職業學校 | [360] 苗栗市玉維路286號      | 122,147 | https://www.mlaivs.mlc.edu.tw/ （页面存档备份，存于） |                                  |
| 7 | 國立苗栗高級商業職業學校 | [360] 苗栗市電台街7號        | 39,387  | https://www.mlvs.mlc.edu.tw/ （页面存档备份，存于）   | 附設進修學校                     |

### 彰化縣
| #  | 學校名稱                             | 學校地址                          | 校地    | 網址                                                  | 備註                 |
| 1  | 國立彰化女子高級中學                 | [500] 彰化市光復路62號            | 35,922  | https://www.chgsh.chc.edu.tw/ （页面存档备份，存于）  | 女校                 |
| 2  | 國立員林高級中學                     | [510] 員林市靜修路79號            | 61,115  | https://www.ylsh.chc.edu.tw/ （页面存档备份，存于）   |                      |
| 3  | 國立彰化高級中學                     | [500] 彰化市介壽里中興路78號      | 61,859  | https://www.chsh.chc.edu.tw/ （页面存档备份，存于）   | 男校，音樂班兼收女生 |
| 4  | 國立鹿港高級中學                     | [505] 鹿港鎮東石里中山路161號     | 109,901 | https://www.lksh.chc.edu.tw/ （页面存档备份，存于）   | 附設職業類科         |
| 5  | 國立溪湖高級中學                     | [514] 溪湖鎮大溪路二段86號        | 52,996  | https://www.hhsh.chc.edu.tw/ （页面存档备份，存于）   | 綜合高中             |
| 6  | 國立彰化師範大學附屬高級工業職業學校 | [500] 彰化市和調里工校街1號       | 36,157  | https://www.sivs.chc.edu.tw/ （页面存档备份，存于）   | 附屬學校、綜合高中   |
| 7  | 國立永靖高級工業職業學校             | [512] 永靖鄉永北村永坡路101號     | 66,369  | https://www.yjvs.chc.edu.tw/ （页面存档备份，存于）   |                      |
| 8  | 國立二林高級工商職業學校             | [526] 二林鎮豐田里斗苑路四段500號 | 99,185  | https://www.elvs.chc.edu.tw/ （页面存档备份，存于）   | 綜合高中             |
| 9  | 國立秀水高級工業職業學校             | [504] 秀水鄉福安村中山路364號     | 64,621  | https://www.ssivs.chc.edu.tw/ （页面存档备份，存于）  |                      |
| 10 | 國立彰化高級商業職業學校             | [500] 彰化市華陽里南郭路一段326號 | 115,378 | https://www.chsc.chc.edu.tw/ （页面存档备份，存于）   | 綜合高中             |
| 11 | 國立員林高級農工職業學校             | [510] 員林市員水路二段313號       | 207,631 | https://www.ylvs.chc.edu.tw/ （页面存档备份，存于）   |                      |
| 12 | 國立員林崇實高級工業職業學校         | [510] 員林市育英路103號           | 55,735  | https://www.csvs.chc.edu.tw/ （页面存档备份，存于）   |                      |
| 13 | 國立員林高級家事商業職業學校         | [510] 員林市中正路356號           | 47,980  | https://www.ylhcvs.chc.edu.tw/ （页面存档备份，存于） |                      |
| 14 | 國立北斗高級家事商業職業學校         | [521] 北斗鎮大道里學府路50號      | 55,420  | https://www.pthc.chc.edu.tw/ （页面存档备份，存于）   | 綜合高中             |

### 南投縣
| # | 學校名稱                     | 學校地址                      | 校地    | 網址                                                  | 備註                   |
| 1 | 國立南投高級中學             | [540] 南投市建國路137號       | 99,527  | https://www.ntsh.ntct.edu.tw/ （页面存档备份，存于）  | 綜合高中、附設職業類科 |
| 2 | 國立中興高級中學             | [540] 南投市中興新村中學路2號 | 38,253  | https://www.chsh.ntct.edu.tw/ （页面存档备份，存于）  |                        |
| 3 | 國立竹山高級中學             | [557] 竹山鎮下橫街253號       | 63,716  | https://www.cshs.ntct.edu.tw/ （页面存档备份，存于）  | 附設職業類科           |
| 4 | 國立暨南國際大學附屬高級中學 | [545] 埔里鎮鐵山路1之6號      | 55,262  | https://www.pshs.ntct.edu.tw/ （页面存档备份，存于）  | 附屬學校、綜合高中     |
| 5 | 國立仁愛高級農業職業學校     | [546] 仁愛鄉大同村山農巷27號  | 274,111 | https://www.ravs.ntct.edu.tw/ （页面存档备份，存于）  |                        |
| 6 | 國立埔里高級工業職業學校     | [545] 埔里鎮中山路一段435號   | 92,979  | https://www.plvs.ntct.edu.tw/ （页面存档备份，存于）  |                        |
| 7 | 國立南投高級商業職業學校     | [540] 南投市彰南路一段993號   | 41,795  | https://www.pntcv.ntct.edu.tw/ （页面存档备份，存于） |                        |
| 8 | 國立草屯高級商工職業學校     | [542] 草屯鎮燉煌路三段188號   | 112,865 | https://www.ttvs.ntct.edu.tw/ （页面存档备份，存于）  |                        |
| 9 | 國立水里高級商工職業學校     | [553] 水里鄉南湖路1號         | 62,318  | https://www.slvs.ntct.edu.tw/ （页面存档备份，存于）  |                        |

### 雲林縣
| # | 學校名稱                     | 學校地址                     | 校地    | 網址                                                  | 備註     |
| 1 | 國立斗六高級中學             | [640] 斗六市民生路224號      | 51,208  | https://www.tlsh.ylc.edu.tw/ （页面存档备份，存于）   |          |
| 2 | 國立北港高級中學             | [651] 北港鎮成功路26號       | 57,247  | https://www.pksh.ylc.edu.tw/ （页面存档备份，存于）   |          |
| 3 | 國立虎尾高級中學             | [632] 虎尾鎮光復路222號      | 74,632  | https://www.hwsh.ylc.edu.tw/ （页面存档备份，存于）   |          |
| 4 | 國立虎尾高級農工職業學校     | [632] 虎尾鎮公安里博愛路65號 | 73,534  | https://www.hwaivs.ylc.edu.tw/ （页面存档备份，存于） |          |
| 6 | 國立西螺高級農工職業學校     | [648] 西螺鎮大同路4號        | 86,333  | https://www.hlvs.ylc.edu.tw/ （页面存档备份，存于）   | 綜合高中 |
| 7 | 國立斗六高級家事商業職業學校 | [640] 斗六市成功路120號      | 42,817  | https://www.tlhc.ylc.edu.tw/ （页面存档备份，存于）   |          |
| 8 | 國立北港高級農工職業學校     | [651] 北港鎮太平路80號       | 121,336 | https://www.pkvs.ylc.edu.tw/ （页面存档备份，存于）   |          |
| 9 | 國立土庫高級商工職業學校     | [633] 土庫鎮中央路2號        | 40,600  | https://www.tkvs.ylc.edu.tw/ （页面存档备份，存于）   | 綜合高中 |

### 嘉義縣
| # | 學校名稱                 | 學校地址                    | 校地    | 網址                                                 | 備註         |
| 1 | 國立東石高級中學         | [613] 朴子市大鄉里253號     | 101,030 | https://www.tssh.cyc.edu.tw/ （页面存档备份，存于）  | 附設職業類科 |
| 2 | 國立新港藝術高級中學     | [616] 新港鄉宮後村藝高路1號 | 45,943  | https://www.sgash.cyc.edu.tw/ （页面存档备份，存于） | 藝術高中     |
| 3 | 國立民雄高級農工職業學校 | [621] 民雄鄉文隆村81號      | 164,051 | https://www.mhvs.cyc.edu.tw/ （页面存档备份，存于）  |              |
| 4 | 國立嘉科實驗高級中等學校 | [613] 朴子市學府路二段51號  |         |                                                      |              |

### 嘉義市
| # | 學校名稱                 | 學校地址                  | 校地    | 網址                                                | 備註                       |
| 1 | 國立嘉義女子高級中學     | [600] 西區垂楊路243號     | 58,355  | https://www.cygsh.cy.edu.tw/ （页面存档备份，存于） | 女校                       |
| 2 | 國立嘉義高級中學         | [600] 東區大雅路二段738號 | 104,592 | https://www.cysh.cy.edu.tw/ （页面存档备份，存于）  | 男校                       |
| 3 | 國立華南高級商業職業學校 | [600] 東區光彩街69號      | 25,248  | https://www.hnvs.cy.edu.tw/ （页面存档备份，存于）  | 綜合高中                   |
| 4 | 國立嘉義高級工業職業學校 | [600] 東區彌陀路174號     | 120,884 | https://www.cyivs.cy.edu.tw/ （页面存档备份，存于） | 綜合高中                   |
| 5 | 國立嘉義高級商業職業學校 | [600] 東區中山路7號       | 32,977  | https://www.cyvs.cy.edu.tw/ （页面存档备份，存于）  | 綜合高中                   |
| 6 | 國立嘉義高級家事職業學校 | [600] 東區市宅街57號      | 31,193  | https://www.cyhvs.cy.edu.tw/ （页面存档备份，存于） | 前為女校，2016年起男女兼收 |

### 屏東縣
| #  | 學校名稱                     | 學校地址                | 校地    | 網址                                                 | 備註     |
| 1  | 國立內埔高級農工職業學校     | [912]內埔鄉成功路83號   | 119,686 | https://www.npvs.ptc.edu.tw/ （页面存档备份，存于）  | 綜合高中 |
| 2  | 國立佳冬高級農業職業學校     | [931] 佳冬鄉佳農路67號  | 116,214 | https://www.ctvs.ptc.edu.tw/ （页面存档备份，存于）  |          |
| 3  | 國立屏北高級中學             | [907] 鹽埔鄉莒光路168號 | 80,000  | https://www.ppsh.ptc.edu.tw/ （页面存档备份，存于）  | 綜合高中 |
| 4  | 國立屏東女子高級中學         | [900] 屏東市仁愛路94號  | 51,124  | https://www.hcvs.ptc.edu.tw/ （页面存档备份，存于）  | 女校     |
| 5  | 國立屏東高級工業職業學校     | [900] 屏東市建國路25號  | 87,786  | https://www.ptivs.ptc.edu.tw/ （页面存档备份，存于） |          |
| 6  | 國立屏東高級中學             | [900] 屏東市忠孝路231號 | 66,765  | https://www.pths.ptc.edu.tw/ （页面存档备份，存于）  | 男校     |
| 7  | 國立恆春高級工商職業學校     | [946] 恆春鎮恆南路38號  | 78,557  | https://www.hcvs.ptc.edu.tw/ （页面存档备份，存于）  |          |
| 8  | 國立東港高級海事水產職業學校 | [928] 東港鎮豐漁街66號  | 33,473  | https://www.tkms.ptc.edu.tw/ （页面存档备份，存于）  |          |
| 9  | 國立潮州高級中學             | [920] 潮州鎮中山路11號  | 58,216  | https://www.ccsh.ptc.edu.tw/ （页面存档备份，存于）  |          |
| 10 | 國立屏科實驗高級中等學校     | [900] 屏東市            |         | https://nehs.ptc.edu.tw/                             |          |

### 宜蘭縣
| # | 學校名稱                     | 學校地址                    | 校地    | 網址                                                 | 備註     |
| 1 | 國立宜蘭高級中學             | [260] 宜蘭市復興路三段8號   | 79,104  | https://www.ylsh.ilc.edu.tw/ （页面存档备份，存于）  | 男女合校 |
| 2 | 國立蘭陽女子高級中學         | [260] 宜蘭市女中路2號       | 45,121  | https://www.lygsh.ilc.edu.tw/ （页面存档备份，存于） | 女校     |
| 3 | 國立宜蘭高級商業職業學校     | [260] 宜蘭市延平路50號      | 39,292  | https://www.ilvs.ilc.edu.tw/ （页面存档备份，存于）  | 綜合高中 |
| 4 | 國立羅東高級中學             | [265] 羅東鎮公正路324號     | 59,758  | https://www.ltsh.ilc.edu.tw/ （页面存档备份，存于）  | 男女合校 |
| 5 | 國立羅東高級工業職業學校     | [269] 冬山鄉廣興路117號     | 42,181  | https://www.ltivs.ilc.edu.tw/ （页面存档备份，存于） |          |
| 6 | 國立羅東高級商業職業學校     | [265] 羅東鎮中山路四段360號 | 48,526  | https://www.ltcvs.ilc.edu.tw/ （页面存档备份，存于） | 綜合高中 |
| 7 | 國立蘇澳高級海事水產職業學校 | [270] 蘇澳鎮蘇港路213號     | 124,348 | https://www.savs.ilc.edu.tw/ （页面存档备份，存于）  |          |
| 8 | 國立頭城高級家事商業職業學校 | [261] 頭城鎮新興路111號     | 47,363  | https://www.tcvs.ilc.edu.tw/ （页面存档备份，存于）  | 綜合高中 |

### 花蓮縣
| # | 學校名稱                 | 學校地址                | 校地      | 網址                                                  | 備註                         |
| 1 | 國立花蓮女子高級中學     | [970] 花蓮市菁華街2號   | 51,436    | https://www.hlgs.hlc.edu.tw/ （页面存档备份，存于）   | 女校，美術班兼收男生         |
| 2 | 國立花蓮高級中學         | [970] 花蓮市民權路42號  | 68,514    | https://www.hlhs.hlc.edu.tw/ （页面存档备份，存于）   | 男校，音樂班、體育班兼收女生 |
| 3 | 國立玉里高級中學         | [981] 玉里鎮中華路424號 | 115,874   | https://www.ylsh.hlc.edu.tw/ （页面存档备份，存于）   | 綜合高中                     |
| 4 | 國立花蓮高級農業職業學校 | [970] 花蓮市建國路161號 | 1,273,290 | https://www.hla.hlc.edu.tw/ （页面存档备份，存于）    |                              |
| 5 | 國立花蓮高級工業職業學校 | [970] 花蓮市府前路27號  | 128,452   | https://www.hlis.hlc.edu.tw/ （页面存档备份，存于）   |                              |
| 6 | 國立花蓮高級商業職業學校 | [970] 花蓮市中山路418號 | 44,818    | https://www.hlbh.hlc.edu.tw/ （页面存档备份，存于）   |                              |
| 7 | 國立光復高級商工職業學校 | [976] 光復鄉林森路100號 | 62,221    | https://www.kfcivs.hlc.edu.tw/ （页面存档备份，存于） |                              |

### 臺東縣
| # | 學校名稱                     | 學校地址                    | 校地    | 網址                                                   | 備註               |
| 1 | 國立臺東大學附屬體育高級中學 | [950] 臺東市中興路五段399號 | 329,198 | https://www.ntpehs.ttct.edu.tw/ （页面存档备份，存于） | 完全中學、實驗中學 |
| 2 | 國立臺東女子高級中學         | [950] 臺東市四維路一段690號 | 75,510  | https://www.tgsh.ttct.edu.tw/ （页面存档备份，存于）   | 女校、綜合高中     |
| 3 | 國立臺東高級中學             | [950] 臺東市中華路一段721號 | 86,101  | https://www.pttsh.ttct.edu.tw/ （页面存档备份，存于）  | 男校、綜合高中     |
| 4 | 國立關山高級工商職業學校     | [956] 關山鎮民權路58號      | 51,096  | https://www.ksvs.ttct.edu.tw/ （页面存档备份，存于）   |                    |
| 5 | 國立臺東高級商業職業學校     | [950] 臺東市正氣路440號     | 49,327  | https://www.tscvs.ttct.edu.tw/ （页面存档备份，存于）  | 綜合高中           |
| 6 | 國立成功商業水產職業學校     | [961] 成功鎮太平路52號      | 68,137  | https://www.ckvs.ttct.edu.tw/ （页面存档备份，存于）   | 綜合高中           |

### 澎湖縣
| # | 學校名稱                     | 學校地址                | 校地   | 網址                                                 | 備註         |
| 1 | 國立馬公高級中學             | [880] 馬公市中華路369號 | 61,810 | https://www.mksh.phc.edu.tw/ （页面存档备份，存于）  | 附設職業類科 |
| 2 | 國立澎湖高級海事水產職業學校 | [880] 馬公市民族路63號  | 61,318 | https://www.phmhs.phc.edu.tw/ （页面存档备份，存于） |              |

## 福建省

### 金門縣
| # | 學校名稱                 | 學校地址                 | 校地    | 網址                                               | 備註 |
| 1 | 國立金門高級中學         | [893] 金城鎮光前路94號   | 98,366  | https://www.kmsh.km.edu.tw/ （页面存档备份，存于） |      |
| 2 | 國立金門高級農工職業學校 | [891] 金湖鎮復興路1-11號 | 199,649 | https://www.kmvs.km.edu.tw/ （页面存档备份，存于） |      |

### 連江縣
| # | 學校名稱         | 學校地址                | 校地   | 網址                                                 | 備註     |
| 1 | 國立馬祖高級中學 | [209] 南竿鄉介壽村374號 | 28,032 | https://www.mssh.matsu.edu.tw （页面存档备份，存于） | 綜合高中 |

## 外部連結
- 教育部國教署（页面存档备份，存于）
- 教育部統計處 （页面存档备份，存于）

1. ↑  . 聯合報. 2022-01-02  [2022-01-23]. （原始内容存档于2022-01-27）.